# Nick Nolte
Nicholas King „Nick” Nolte (n. 8 februarie 1941, Omaha, Nebraska, SUA) este un actor american de film.
A jucat în filme ca Adâncurile (1977), 48 de ore (1982), Down and Out in Beverly Hills (1986), Alte 48 de ore (1990), Everybody Wins (1990), The Prince of Tides (1991), Cape Fear (1991), Lorenzo's Oil (1992), Affliction (1997), La hotarul dintre viață și moarte (1998), Hulk (2003), The Good Thief (2003), Hotel Rwanda (2004), Tropic Thunder (2008) și Războinicul (2011).
Nick Nolte a fost nominalizat de trei ori la Premiul Oscar; de două ori pentru cel mai bun actor: în 1992 și 1999, pentru rolurile din Prințul Mareelor și, respectiv, Trauma, iar în 2012 a fost nominalizat pentru cel mai bun actor în rol secundar pentru rolul din filmul Războinicul, realizat în 2011.

## Filmografie selectivă

### Anii 1970
- 1972 Dirty Little Billy, regia Stan Dragoti : Town Gang Leader (nemenționat)
- 1973 Electra Glide (Electra Glide in Blue), regia James William Guercio (nemenționat)
- 1975 Return to Macon County, regia Richard Compton
- 1977 Adâncurile (The Deep), regia Peter Yates :
- 1978 Cine va opri ploaia (Who'll Stop the Rain), regia Karel Reisz
- 1979 North Dallas Forty (North Dallas Forty), regia Ted Kotcheff : Phillip Elliott

### Anii 1980
- 1980 Heart Beat, regia John Byrum : Neal Cassady
- 1982 Strada Sardinelor (Cannery Row), regia David S. Ward
- 1982 48 de ore (48 Hrs.), regia Walter Hill : Jack Cates
- 1983 Sub foc inamic (Under Fire), regia Roger Spottiswoode : Russell Price
- 1984 Agenzia omicidi (Grace Quigley), regia Anthony Harvey
- 1984 Teachers, regia Arthur Hiller : Alex Jurel
- 1985 Grace Quigley, regia Anthony Harvey : Seymour Flint
- 1986 Down and Out in Beverly Hills (Down and Out in Beverly Hills), regia Paul Mazursky : Jerry Baskin
- 1987 Pedeapsa capitală (Extreme Prejudice), regia Walter Hill : Jack Benteen
- 1987 Weeds, regia John D. Hancock : Lee Umstetter
- 1989 Trei fugari (Three Fugitives), regia Francis Veber : Lucas
- 1989 Addio al re ('Farewell to the King), regia John Milius
- 1989 New York Stories, episodul Lezioni dal vero, regia Martin Scorsese

### Anii 1990
- 1990 Alla ricerca dell'assassino (Everybody Wins), regia Karel Reisz : Tom O'Toole
- 1990 Terzo grado (Q&A), regia Sidney Lumet : Captain Michael Brennan
- 1990 Alte 48 de ore (Another 48 Hrs.), regia Walter Hill : Jack Cates
- 1991 Promontoriul groazei (film din 1991) (Cape Fear), regia Martin Scorsese : Sam Bowden
- 1991 Prințul mareelor (The Prince of Tides), regia Barbra Streisand : Tom Wingo
- 1992 The Player (The Player), regia Robert Altman :  - cameo
- 1992 Lorenzo's Oil (Lorenzo's Oil), regia George Miller : Augusto Odone
- 1994 I'll Do Anything, regia James L. Brooks : Matt Hobbs
- 1994 Blue Chips, regia William Friedkin : Pete Bell
- 1994 I Love Trouble, regia Charles Shyer : Peter Brackett
- 1995 Jefferson in Paris, regia James Ivory : Thomas Jefferson
- 1996 Mulholland Falls, regia Lee Tamahori : Max Hoover
- 1996 Fantomele trecutului (Mother Night), regia Keith Gordon : Howard Campbell
- 1997 Nightwatch - Il guardiano di notte (Nightwatch), regia Ole Bornedal : Inspector Thomas Cray
- 1997 Afterglow, regia Alan Rudolph : Lucky Mann
- 1997 U Turn (U Turn), regia Oliver Stone : Jake McKenna
- 1997 Affliction, regia Paul Schrader : Wade Whitehouse
- 1998 La hotarul dintre viață și moarte (The Thin Red Line), regia Terrence Malick : Lt. Col. Gordon Tall
- 1999 Breakfast of Champions (Breakfast of Champions), regia Alan Rudolph :  Harry Le Sabre
- 1999 Simpatico (Simpatico), regia Matthew Warchus : Vincent Webb

### Anii 2000
- 2000 The Golden Bowl, regia James Ivory : Adam Verver
- 2000 Trixie, regia Alan Rudolph : Senator Drumond Avery
- 2002 Investigând sexul (Investigating Sex), regia Alan Rudolph : Faldo
- 2002 The Good Thief (The Good Thief), regia Neil Jordan : Bob Montagnet
- 2003 Northfork, regia Michael Polish : Father Harlan
- 2003 Hulk, regia Ang Lee : Brian „David” Banner/Absorbing Man
- 2004 Un bellissimo paese (The Beautiful Country), regia Hans Petter Moland :
- 2004 Clean, regia Olivier Assayas : Albrecht Hauser
- 2004 Hotel Rwanda, regia Terry George : Colonel Oliver

### Anii 2010
- 2010 Arcadia Lost, regia Phedon Papamichael : Benerji
- 2011 Artur (Arthur), regia Jason Winer : Burt Johnson
- 2011 Războinicul, regia Gavin O'Connor : Paddy Conlon
- 2012 A Puerta Fría, regia Xavi Puebla :
- 2012 The Company You Keep, regia Robert Redford : Donal
- 2013 Elita gangsterilor (Gangster Squad), regia Ruben Fleischer : Bill Parker
- 2013 Parker, regia Taylor Hackford : Hurley
- 2013 Cate McCall - Il confine della verità (The Trials of Cate McCall), regia Karen Moncrieff : Bridges
- 2015 A spasso nel bosco (A Walk in the Woods), regia Ken Kwapis : Katz
- 2015 Run All Night - Una notte per sopravvivere (Run All Night), regia Jaume Collet-Serra : Eddie Conlon – cameo (nemenționat)
- 2015 Return to Sender - Restituire al mittente (Return to Sender), regia Fouad Mikati :
- 2015 The Ridiculous 6, regia Frank Coraci :
- 2018 Padre (The Padre), regia Jonathan Sobol
- 2018 Head Full of Honey (Head Full of Honey), regia Til Schweiger
- 2019 Cod roșu în Serviciile Secrete (Angel Has Fallen), regia Ric Roman Waugh : Clay Banning
- 2020 Last Words, regia Jonathan Nossiter :
- 2022 Blackout, regia Sam Macaroni :

### Televiziune
| An        | Titlu                                                     | Rol                         | Note                                   |
| --------- | --------------------------------------------------------- | --------------------------- | -------------------------------------- |
| 1969      | Walt Disney's Wonderful World of Color                    |                             | Episodul: The Feather Farm             |
| 1973      | Griff                                                     | Billy Randolph              | Episodul: The Framing of Billy the Kid |
| 1973      | Cannon                                                    | Ron Johnson                 | Episodul: Arena of Fear                |
| 1974      | Străzile din San Francisco (The Streets of San Francisco) | Captain Alan Melder         | Episodul: Crossfire                    |
| 1974      | Emergency!                                                | Fred                        | Episodul: The Hard Hours               |
| 1974      | The Rookies                                               | Tommy                       | Episodul: The Teacher                  |
| 1974      | Toma                                                      | Wally                       | Episodul: Friends of Danny Beecher     |
| 1974      | Chopper One                                               | Bob                         | Episodul: The Hijacking                |
| 1974      | Gunsmoke                                                  | Barney Austin               | Episodul: The Tarnished Badge          |
| 1974      | Winter Kill                                               | Dave Michaels               | TV movie                               |
| 1974      | The California Kid                                        | Buzz Stafford               | TV movie                               |
| 1973–1974 | Medical Center                                            | Tank, Lou                   | 2 episoade                             |
| 1974–1975 | Barnaby Jones                                             | Mark Rainey, Paul Barringer | 2 episoade                             |
| 1975      | Adams of Eagle Lake                                       | Officer Jerry Troy          | 2 episoade                             |
| 1976      | Om bogat, om sărac (Rich Man, Poor Man)                   | Tom Jordache                |                                        |
| 2011      | Ultimate Rush                                             | Narator                     | Voce                                   |
| 2011–2012 | Luck                                                      | Walter James Smith          | 10 episoade                            |
| 2014      | Gracepoint                                                | Jack Reinhold               | miniserial                             |